# گذرنامه نیکاراگوئه‌ای

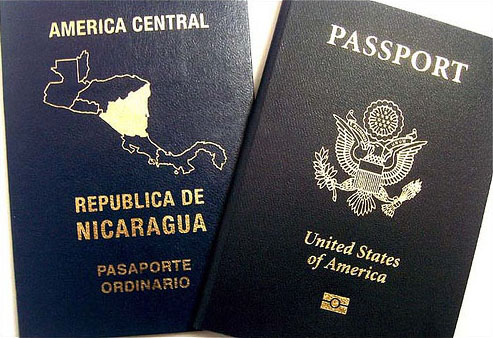
گذرنامه نیکاراگوئه‌

گذرنامهٔ نیکاراگوئه‌ای یک مدرک سفر بین‌المللی است که توسط کشور نیکاراگوئه صادر می‌شود و بنا بر داده‌های سال ۲۰۲۳، دارندگان آن می‌توانستند به ۱۲۷ کشور دیگر بدون دریافت ویزا سفر کنند یا ویزا را در بدو ورود دریافت نمایند. این گذرنامه بر اساس رتبه‌بندی شاخص گذرنامهٔ هنلی در سال ۲۰۲۳ در رتبهٔ ۴۰ قرار داشت.